# Підгорецька сільська рада
Підгорецька сільська рада — орган місцевого самоврядування у Бродівському районі Львівської області. Адміністративний центр — село Підгірці.

## Загальні відомості
Підгорецька сільська рада утворена в 1939 році.

## Населені пункти
Сільській раді підпорядковані населені пункти:
- с. Підгірці
- с. Загірці

## Склад ради
Рада складається з 16 депутатів та голови.

### Керівний склад попередніх скликань
| ПІБ                          | Основні відомості                                                                                            | Дата обрання | Дата звільнення |
| ---------------------------- | --- | ------------ | --------------- |
| Слабий Мар'ян Дмитрович      | Сільський голова, 1949 року народження, безпартійний                                                         | 26.03.2006   | 01.08.2008      |
| Михайлишина Надія Миколаївна | Сільський голова, 1969 року народження, освіта середня спеціальна, член Всеукраїнського об'єднання «Свобода» | 15.03.2009   | 31.10.2010      |
| Михайлишин Надія Миколаївна  | Сільський голова, 1969 року народження, освіта середня спеціальна, член Всеукраїнського об'єднання «Свобода» | 31.10.2010   |                 |

Примітка: таблиця складена за даними джерела